# Delphine Solère
 (novembre 2019).
Pour les articles homonymes, voir Solère.
Delphine Solère, née à Maubeuge en 1973, est une auteure française.

## Biographie
Née à Maubeuge, Delphine Solère passe son enfance dans le nord de la France[Où ?]. 
Pour des raisons professionnelles[Lesquelles ?], elle vient à Paris et devient éducatrice spécialisée auprès de jeunes, en banlieue. Puis, elle s'installe à Toulouse.
En 2013, Delphine Solère publie un roman érotique aux éditions La Musardine : Le goût du Désamour,,. Selon Laetitia Limmois de RTL, « L'histoire est pleine de rebondissements et met en lumière les facettes de l’émancipation féminine ».
Elle écrit un roman policier en 2014 : Les risques de l'improvisation , un ouvrage noir publié chez les éditions Michalon,.

## Vie privée
Elle a deux enfants.

## Publications
- Le goût du désamour, La Musardine, 2013 (ISBN 978-2842717872)
- Les risques de l'improvisation, Michalon, 2014 (ISBN 978 2 84186 748 6)